# 日向学院中学校・高等学校
日向学院中学校・高等学校（ひゅうががくいんちゅうがっこう・こうとうがっこう）は宮崎県宮崎市大和町にある男女共学のミッションスクール。校訓は、「己を知り、己に克て」

## 概要
1946年旧制日向中学校として創立。戦前に創設されたサレジオ会の神学校が前身で、初代校長はイタリア人サレジオ会士ヴィンチェンツォ・チマッティ師。長い間男子校であったが1993年より女子生徒の受け入れを始めて現在では共学となっている。サレジオ会の創立者ドン・ボスコの「アシステンツァ」（教育者と生徒が近くにいること）の精神を教育理念としている。

## 沿革
- 1854年 サレジオ会誕生
- 1930年 宮崎神学校開校（大淀）
- 1933年 現在地に移転し宮崎小神学校となる
- 1946年 宮崎小神学校は台風と爆風で崩壊する 同地に教区長の指導に従い日向中学校創立 初代校長 V.チマッチ師
- 1948年 財団法人日向高等学校（普通科と商業科）創立
- 1949年 第2代校長 J.フィグラ師
- 1951年 学校法人日向学院と改称 日向学院中学校、日向学院高等学校とする
- 1953年 第3代校長 G.デュメ師
- 1959年 第4代校長 R.タシナリ師
- 1961年 高等学校の商業科を廃止
- 1965年 第5代校長 B.マッサ師
- 1971年 日南市富土に海の家開設 第2グラウンド開設
- 1980年 第62回全国高校野球大会出場
- 1982年 第6代校長 H.カバリエレ師
- 1987年 第59回選抜高校野球大会出場
- 1993年 第7代校長 岡道信神父就任（初めての日本人）
- 1993年 中学校を男女共学とする
- 1996年 高等学校を男女共学とする 創立50周年行事を行う
- 1997年 ドミニコ・サビオ会館落成（鉄筋2階建延床面積700.27平方メートル）
- 1998年 第8代校長 鈴木勝重神父就任 日南市富土に海の家別棟建築完成（木造中2階建延床面積262.89平方メートル）
- 2000年 日南市富土に海の家本館新築完成（木造中3階建延床面積649.61平方メートル）
- 2001年 サレジオ修道会来日75周年行事を行う
- 2006年 第9代校長 谷聡史神父就任 日向学院創立60周年記念ミサ
- 2012年 第10代校長 濵﨑敦神父就任
- 2021年 第11代校長 中田正一郎神父就任 日向学院創立75周年記念ミサ

## 部活動
文化部
- 合唱
- 吹奏楽
- 美術
- 書道
- 放送（高校)
- パソコン

運動部
- バスケットボール
- バレーボール
- 陸上
- 軟式野球（中学）
- 硬式野球（高校）
- 硬式テニス
- 卓球
- サッカー
- アマチュアレスリング
- 弓道（高校）
- 剣道（高校）

同好会
- 茶道
- 華道
- ESS

## 著名な出身者

### 学術
- 日髙義博 - 法学博士。刑法学者。のちに専修大学学長、学校法人専修大学理事長、学校法人専修大学総長等を歴任

### 芸能
- 紗栄子 -  タレント、モデル
- 日高七海 - 女優
- 駒田京伽 - アイドル、HKT48メンバー
- 咲妃みゆ - 元宝塚歌劇団雪組トップ娘役
- 吉原馬雀 - 落語家
- 佐藤信長 -  俳優

### 音楽
- 鐘撞行孝 -  作曲家、編曲家

### 放送
- 横山雄二 - 中国放送アナウンサー
- 福島暢啓 - 毎日放送アナウンサー
- 戸島龍太郎 - 北海道テレビ放送プロデューサー

### 実業
- 野村宗芳 - セプテーニ・ホールディングス代表取締役社長
- 日高裕介 - サイバーエージェント専務取締役
- 中原弘光 - 『La fontana azzurra』オーナーシェフ

### スポーツ
- 甲斐好美 - リオデジャネイロオリンピック走幅跳代表
- 大谷主水 - 元テコンドー世界選手権代表・俳優
- 李博 - バレーボール・東レアローズ所属

### その他
- 浦元義照 - 国際公務員

## 交通
- 鉄道:JR日豊本線宮崎駅から徒歩5分。
- バス:宮崎交通「日向学院前」下車。